# El-Amin Chentuf
El-Amin Chentuf (8 de junio de 1981) es un deportista marroquí que compite en atletismo adaptado. Ganó cinco medallas en los Juegos Paralímpicos de Verano entre los años 2012 y 2024.

## Palmarés internacional
| Juegos Paralímpicos | Juegos Paralímpicos     | Juegos Paralímpicos | Juegos Paralímpicos |
| Año                 | Lugar                   | Medalla             | Prueba              |
| ------------------- | ----------------------- | ------------------- | ------------------- |
| 2012                | Londres (Reino Unido)   | Medalla de oro      | 5000 m T12          |
| 2016                | Río de Janeiro (Brasil) | Medalla de oro      | Maratón T12         |
| 2016                | Río de Janeiro (Brasil) | Medalla de plata    | 5000 m T13          |
| 2020                | Tokio (Japón)           | Medalla de oro      | Maratón T12         |
| 2024                | París (Francia)         | Medalla de bronce   | Maratón T12         |